# Le Saussois
Pour les articles homonymes, voir Saussois.

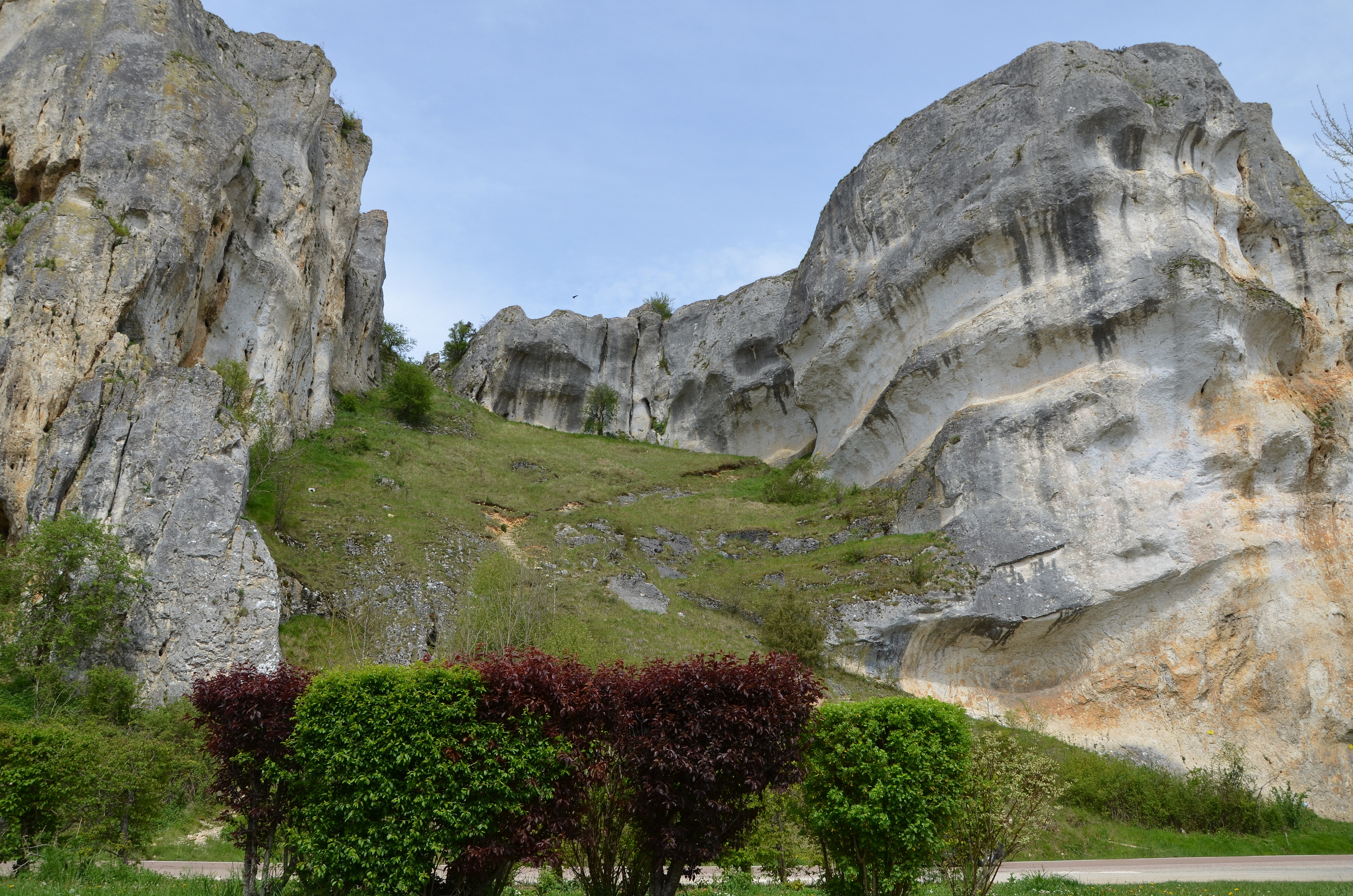
Rochers du Saussois.

Le Saussois (également dénommé Rochers du Saussois) est un haut lieu de l'escalade situé en France dans le département de l'Yonne.

## Situation

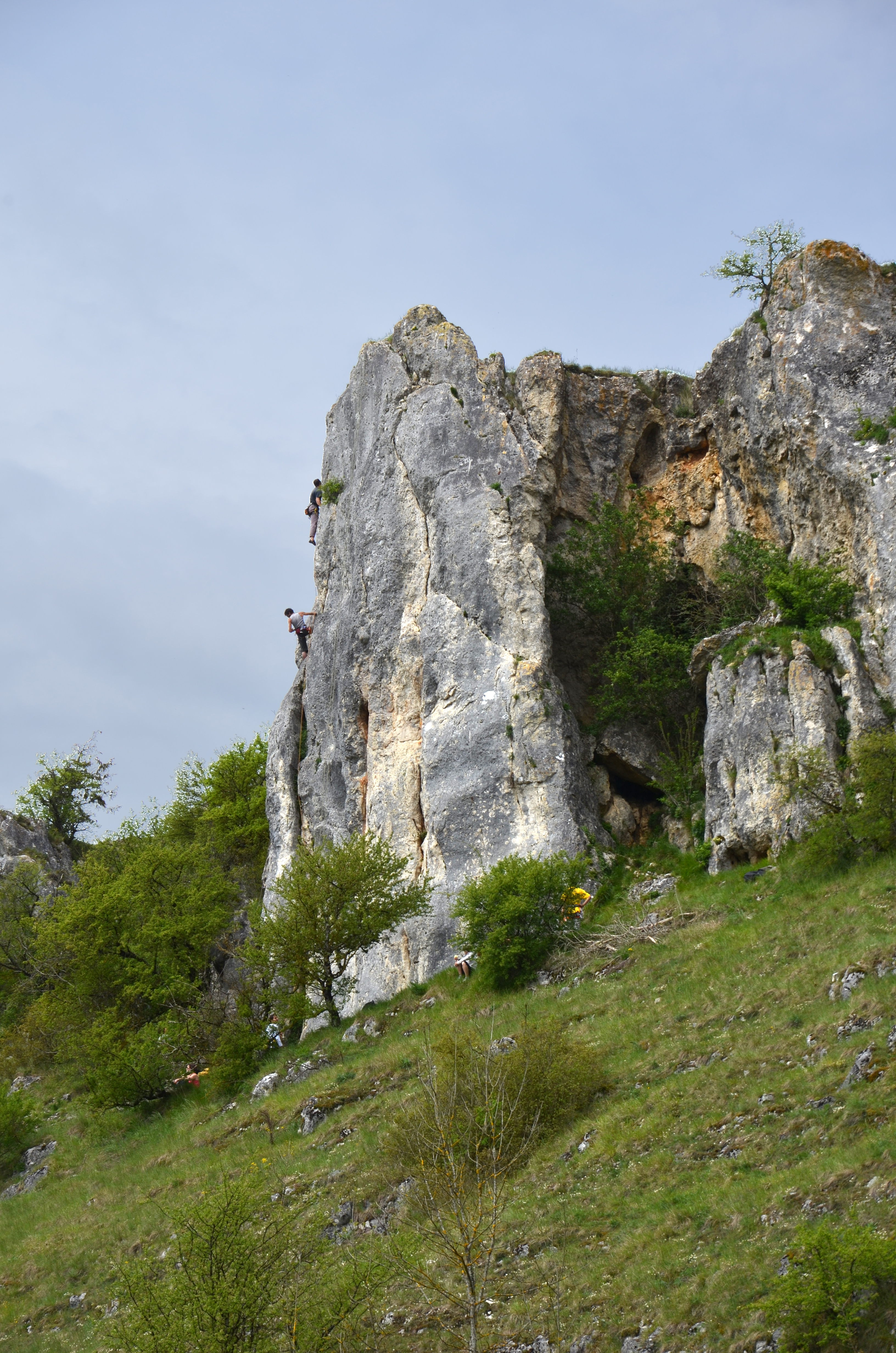
Les rochers du Saussois sont très fréquentés par les pratiquants de l'escalade.

Le Saussois se situe dans la commune de Merry-sur-Yonne sur la rive droite de l'Yonne, à une trentaine de kilomètres au sud d'Auxerre, à 200 kilomètres de Paris. Ce site d'escalade est situé au-dessus du hameau Le Saussois qui lui a donné son nom.
La rareté des falaises en région parisienne a fait du Saussois un site d'escalade prisé des grimpeurs parisiens.

## Caractéristiques
Le Saussois se compose de parois calcaires hautes d'une cinquantaine de mètres, le rocher y est compact et cassant, les prises sont faites de petits trous (nombreux monodoigts, bidoigts et tridoigts). Les voies y sont généralement difficiles et souvent athlétiques, le haut des parois est barré par des surplombs. La forte fréquentation des rochers du Saussois a rendu de nombreuses voies patinées, en particulier celles dont le niveau est le plus abordable. De plus, les points de protection sont généralement éloignés et l'escalade y est donc souvent engagée.

## Histoire
L'escalade dans Le Saussois date d'avant la Seconde Guerre mondiale (avec notamment Maurice Martin), la cheminée de la Martine fut ainsi gravie pour la première fois en 1939. La rech et l'I furent ouvertes pendant l'occupation, période pendant laquelle il était difficile pour les alpinistes parisiens d'aller grimper dans les alpes à cause notamment de la ligne de démarcation qu'il fallait franchir.
Les années 1950 voient l'activité se poursuivre sur les Rochers du Saussois avec l'ouverture de nouvelles voies grâce à la pratique de l'escalade artificielle (l’Amitié et l'Échelle à Poissons par exemple). Le Saussois est alors fréquenté par les grimpeurs parisiens et notamment par de grands alpinistes comme Jean Couzy, Robert Paragot, René Desmaison ou Lucien Bérardini.
Dans les années 1970 et 1980, Le Saussois continue à être fréquenté par des grimpeurs de haut niveau. Des voies de très grande difficulté y sont alors ouvertes. C'est notamment le cas du Chimpanzodrome, un 7c+ qui représentait au début des années 1980 une des deux voies les plus difficiles de France (avec La haine près de Monaco).

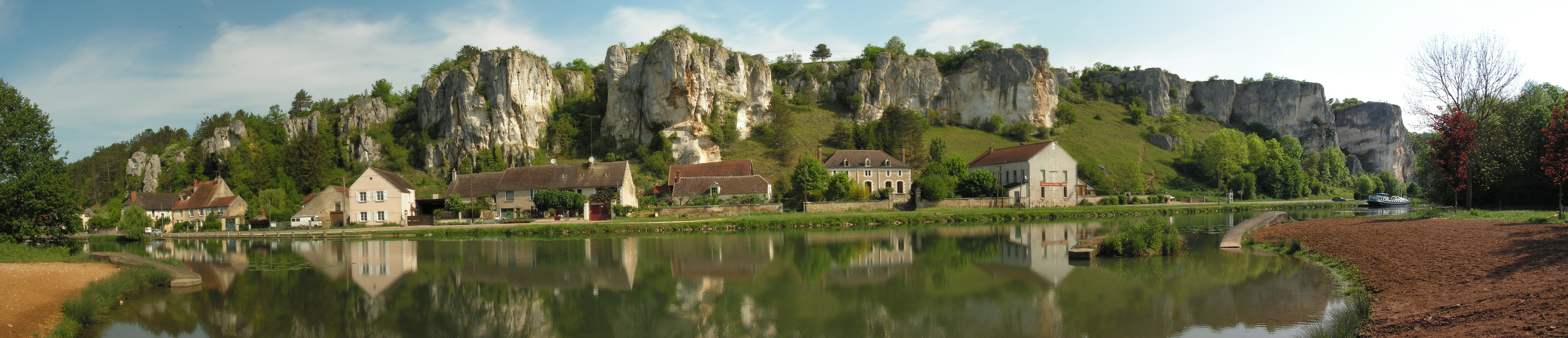
Les rochers du Saussois